# نور علي
نور علي  قرية سوريّة تتبع إداريّاً لمحافظة حلب منطقة عين العرب ناحية صرين، بلغ تعداد سكانها 251 نسمة حسب التعداد السكاني لعام 2004.